# Волока (инструмент)

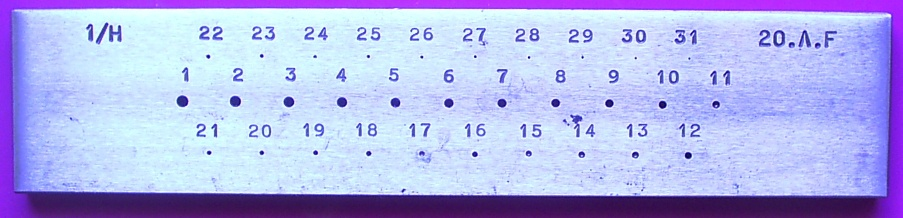
Вид спереди

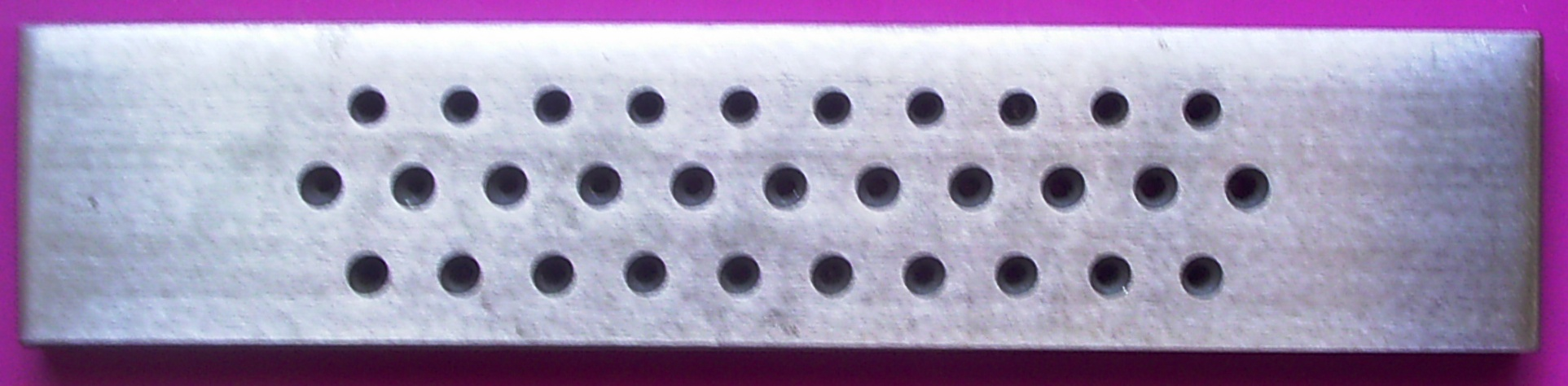
Вид сзади

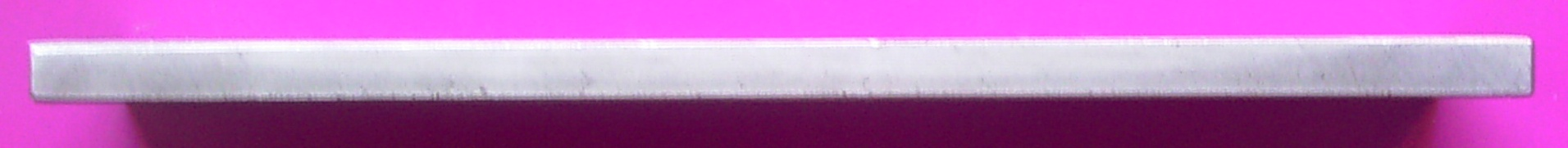
Вид сверху

Воло́ка — инструмент волочильных станов, в котором осуществляется обжатие металла при его обработке волочением. Основная часть волоки — волочильный глазок (или матрица), представляющий рабочее отверстие постепенно уменьшающегося сечения, через которое протягивается обрабатываемый металл. Волока с одним волочильным глазком называется также фильером, а с несколькими — волочильной доской. Рабочая часть волоки изготовляется из стали, чугуна, твёрдых сплавов, технических алмазов и прочего.